# Alvin Gentry
Alvin Harris Gentry (Shelby, 5 novembre 1954) è un allenatore di pallacanestro statunitense, professionista nella NBA.

## Carriera

### Inizi
Nel 1989 iniziò la sua carriera da allenatore nel NBA come un assistente di Larry Brown ai San Antonio Spurs.
Gentry si unisce a Gregg Popovich, R. C. Buford, e Ed Manning come parte dello staff degli assistenti allenatori di Larry Brown per gli Spurs quando Brown lasciò Kansas prima della stagione NBA 1988-1989.

### Miami Heat e Detroit Pistons
Dopo due stagioni a San Antonio, Gentry diventa un assistente per i Los Angeles Clippers all'inizio della stagione NBA 1990-1991. Per la stagione del 1991 Gentry si unisce allo staff di Kevin Loughery come assistente allenatore per i Miami Heat, dove ha allenato per tre stagioni. Si è poi trasferito a Detroit dopo la stagione NBA 1994-1995 dove è stato un assistente per due anni e mezzo per poi essere nominato allenatore verso la fine della stagione NBA 1997-1998.

### Los Angeles Clippers
Gentry ritornò a San Antonio come assistente dopo la stagione NBA 1999-2000, dove fu riunito con Gregg Popovich e R .C. Buford. Questo incarico durò poco, in quanto Gentry accettò L'incarico di allenatore per i Los Angeles Clippers. Fece un buon lavoro con i Clippers per i primi due anni, portandoli a rispettivamente 31 e 39 vittorie in quelle due stagioni. Quelle stagioni sono caratterizzate da un ottimo gioco di giocatori giovani, come Darius Miles, Elton Brand e Lamar Odom. Nella sua terza stagione, però, la squadra peggiorò (nonostante l'aggiunta di Andre Miller), e Gentry fu licenziato nel febbraio 2003.

### Phoenix Suns
Gentry diventò poi vice allenatore dei Phoenix Suns per sei anni, lavorando per Mike D'Antoni e Terry Porter. Quando Porter fu licenziato nella sua prima stagione da allenatore, Alvin Gentry lo sostituì ad interim. Fu nominato allenatore dei Suns per la stagione NBA 2009-2010. Il record di Gentry nella sua prima stagione fu di 54 vittorie e di 28 sconfitte. I Suns avanzarono fino alle finali di Western Conference perdendo in sei gare contro i Lakers. Diventò il quinto allenatore nella storia dell'organizzazione a portare la sua squadra alle finali di Western Conference nella sua prima stagione intera.
Il 18 gennaio 2013, Gentry e i Suns si separarono di comune accordo. Nel luglio del 2013, ritornò dai Clippers, assumendo l'incarico di vice allenatore, rendendolo il vice di Doc Rivers.
Dopo una stagione con i Clippers, Gentry firmò un contratto di tre anni come vice allenatore per i Golden State Warriors, lavorando per il nuovo allenatore Steve Kerr.

### New Orleans Pelicans
Il 18 maggio 2015, ai New Orleans Pelicans venne permesso dagli Warriors di comunicare con Gentry per il loro incarico vacante di allenatore. Firmò con i Pelicans il 30 maggio, prima dell'inizio delle NBA Finals 2015, ma dovette rimanere con Golden State fino alla fine della serie. Gli Warriors vinsero il titolo NBA dopo che sconfissero i Cleveland Cavaliers in sei gare dando a Gentry il suo primo titolo NBA.

## Statistiche

### Allenatore
| Stagione | Squadra          | Regular Season | Regular Season | Regular Season | Regular Season | Regular Season           | Post Season                                                |
| Stagione | Squadra          | V              | P              | % V            | G              | Posizione finale         | Post Season                                                |
| -------- | ---------------- | -------------- | -------------- | -------------- | -------------- | ------------------------ | ---------------------------------------------------------- |
| 1994-95  | Miami Heat       | 15             | 21             | 41,7           | 36             | 4º in Atlantic Division  | Manca i play-off                                           |
| 1997-98  | Detroit Pistons  | 16             | 21             | 43,2           | 37             | 6º in Central Division   | Manca i play-off                                           |
| 1998-99  | Detroit Pistons  | 29             | 21             | 58,0           | 50             | 3º in Central Division   | Sconfitto al Primo Round dai Hawks (2-3)                   |
| 1999-00  | Detroit Pistons  | 28             | 30             | 48,3           | 58             | -                        | -                                                          |
| 2000-01  | L.A. Clippers    | 31             | 51             | 37,8           | 82             | 6º in Pacific Division   | Manca i play-off                                           |
| 2001-02  | L.A. Clippers    | 39             | 43             | 47,6           | 82             | 5º in Pacific Division   | Manca i play-off                                           |
| 2002-03  | L.A. Clippers    | 19             | 39             | 32,8           | 58             | -                        | -                                                          |
| 2008-09  | Phoenix Suns     | 18             | 13             | 58,1           | 31             | 2º in Pacific Division   | Manca i play-off                                           |
| 2009-10  | Phoenix Suns     | 54             | 28             | 65,9           | 82             | 2º in Pacific Division   | Sconfitto alle Finali di Conference dai Lakers (2-4)       |
| 2010-11  | Phoenix Suns     | 40             | 42             | 48,8           | 82             | 2º in Pacific Division   | Manca i play-off                                           |
| 2011-12  | Phoenix Suns     | 33             | 33             | 50,0           | 66             | 3º in Pacific Division   | Manca i play-off                                           |
| 2012-13  | Phoenix Suns     | 13             | 28             | 31,7           | 41             | -                        | -                                                          |
| 2015-16  | N.O. Pelicans    | 30             | 52             | 36,6           | 82             | 5º in Southwest Division | Manca i play-off                                           |
| 2016-17  | N.O. Pelicans    | 34             | 48             | 41,5           | 82             | 4º in Southwest Division | Manca i play-off                                           |
| 2017-18  | N.O. Pelicans    | 48             | 34             | 58,5           | 82             | 2º in Southwest Division | Sconfitto alle Semifinali di Conference dai Warriors (1-4) |
| 2018-19  | N.O. Pelicans    | 33             | 49             | 40,2           | 82             | 4º in Southwest Division | Manca i play-off                                           |
| 2019-20  | N.O. Pelicans    | 30             | 42             | 41,7           | 72             | 5º in Southwest Division | Manca i play-off                                           |
| 2021-22  | Sacramento Kings | 24             | 41             | 36,9           | 65             | 5º in Pacific Division   | Manca i play-off                                           |
|          | Carriera         | 534            | 636            | 45,6           | 1170           |                          |                                                            |